# 汉诺威 (印第安纳州)
漢諾弗（英語：Hanover）是一個位於美國印地安納州傑佛遜縣的城鎮。

## 人口
根據2010年美國人口普查的數據，漢諾弗的面積為5.77平方千米，當中陸地面積為5.75平方千米，而水域面積為0.02平方千米。當地共有人口3546人，而人口密度為每平方千米615人。